# Archidiocèse de Sant'Angelo dei Lombardi-Conza-Nusco-Bisaccia
L' archidiocèse de Sant'Angelo dei Lombardi-Conza-Nusco-Bisaccia (en latin : Archidioecesis Sancti Angeli de Lombardis-Compsana-Nuscana-Bisaciensis ; en italien : Arcidiocesi di Sant'Angelo dei Lombardi-Conza-Nusco-Bisaccia) est un archidiocèse de l'Église catholique en Italie, suffragant de l'archidiocèse de Bénévent et appartenant à la région ecclésiastique de Campanie.

## Territoire
Il est situé dans une partie de la province d'Avellino, les autres parties de cette province étant dans les diocèses d'Ariano Irpino-Lacedonia, de Nole et d'Avellino et les archidiocèses de Salerne-Campagna-Acerno et de Bénévent. Il a un territoire d'une superficie de 1 291 km2 divisé en 36 paroisses.
L'évêché est à Sant'Angelo dei Lombardi où se trouve la cathédrale de saint Antonin d'Apamée. La cathédrale de Conza della Campania, la cathédrale de Nusco et la cathédrale de Bisaccia sont cocathédrales depuis la fusion des diocèses en 1986. Sur le territoire du diocèse, il y a eu trois autres sièges épiscopaux : Frigento (it), Montemarano (it), et Monteverde (it). Dans la municipalité de Caposele se trouve la basilique mineure et le sanctuaire de saint Gérard Majella.

## Histoire
Le diocèse actuel est le résultat de l'union des diocèses de Sant'Angelo dei Lombardi, Conza, Nusco, par le décret Instantibus votis de la congrégation pour les évêques du 30 septembre 1986.

### Diocèse de Nusco
Le diocèse de Nusco est érigé pendant le pontificat du pape Grégoire VII. Alfan de Salerne, archevêque de Salerne, consacre saint Aimé de Nusco (it) comme premier évêque, pendant ou après 1076, année de la conquête de Conza par les Normands de Robert Guiscard. Le nouveau diocèse est suffragant de l'archidiocèse de Salerne et comprend l'ancien gastald lombards de Montella, composé de quatre centres : Montella, Bagnoli, Cassano et Nusco.
Saint Aimé fonde également l'abbaye bénédictine de Santa Maria de Fundiliano qui reste soumise à l'évêché de Nusco jusqu'en 1164, date à laquelle elle est ensuite soumise immédiatement au Saint-Siège. Tombée en ruines, elle est réunie à la mense épiscopale de Nusco par le pape Pie II en 1461.
À la fin du XVe siècle, un mont frumentaire (it), l'un des premiers dans le sud de l'Italie, est établi à Nusco par l'évêque Antonio Maramaldo à l'occasion du quatrième centenaire de la mort de saint Aimé. Les évêques ont eu du mal à appliquer les décrets de réforme du concile de Trente dans le diocèse. Benoît Giacinto Sangermano est responsable d'une visite pastorale dans le diocèse et de l'organisation d'un synode diocésain en 1680 ; Comme déjà plusieurs de ses prédécesseurs, Sangermano dut aussi abandonner le diocèse pour s'opposer à ses tentatives de réforme et être remplacé par un vicaire apostolique. Ce n’est qu’au XVIIIe siècle que Francesco Antonio Bonaventura (1758) fonde le séminaire.
Le 27 juin 1818, en vertu de la bulle De utiliori du pape Pie VII, le diocèse de Montemarano est supprimé et son territoire, constitué des municipalités de Montemarano, Volturara Irpina, Castelfranci et Castelvetere sul Calore est incorporé à celui du diocèse de Nusco.

### Diocèse de Bisaccia
Le diocèse de Bisaccia est probablement érigé au XIe siècle. Le premier évêque connu est Basilio, mentionné dans un décret de 1097, où il apparaît à titre de témoin de dons concédés par Goffredo d'Andria. Au XIIe siècle, seuls trois évêques sont connus : Atinolfo, dans un document daté de 1138 ; Riccardo, dont la signature figure dans un décret de 1174 et qui prend part au troisième concile du Latran de 1179 ; et Guglielmo, qui participe à la consécration de l'église San Marco de Bovino en 1197. Le diocèse est un des suffragants de l'archidiocèse de Conza. Cette dépendance est ratifiée par le pape Innocent III par la bulle In eminenti du 11 novembre 1200 qui confirme les privilèges antérieurs accordés par les papes Alexandre III (1159-1181) et Lucius III (1181-1185).
Le diocèse comprend Bisaccia, Vallata et Morra. En 1513, en raison de la pauvreté de la mense épiscopale, le pape Léon X unit aeque principaliter Bisaccia avec Sant'Angelo dei Lombardi, mais cette union est suspendue en 1517. Le pape Paul III établit à nouveau l'union par la bulle Aequum reputamus du 3 novembre 1534, décidant que l'évêque survivant réunirait les deux sièges. L'union est réalisée en 1540 à la mort de l'évêque Nicola Volpe de Bisaccia et Rainaldo Cancellieri devient le premier évêque des deux diocèses unis. Au début du XIXe siècle, le chapitre de la cathédrale de la Nativité de la Vierge Marie se compose de trois dignitaires (chantre, primicier et trésorier) et de sept chanoines. Dans la cité épiscopale, il y a un monastère de franciscains conventuels supprimé pendant le régime napoléonien.

### Diocèse de Sant'Angelo dei Lombardi
Le diocèse de Sant'Angelo dei Lombardi remonte au XIe siècle, à l'époque où le territoire passe de la principauté de Salerne aux nouveaux souverains normands. La première mention de l'un de ses évêques se trouve dans un document du pape Grégoire VII, non daté mais attribué vers 1080/1085 où il mentionne un évêque R. qui, avec d'autres évêques, doit obéissance envers Alfan de Salerne. Cependant, le siège de Sant'Angelo dei Lombardi semble bientôt être suffragant de l'archidiocèse de Conza. Au XIIe siècle, un seul évêque de Sant'Angelo est connu, Giovanni, documenté de 1174 à 1183 et qui prend part au concile de Latran de 1179. Des fouilles archéologiques menées à la fin du XXe siècle dans le château de Sant'Angelo ont mis au jour les vestiges d'une vaste structure basilicale, datant de la période normande entre les XIe siècle et XIIe siècle et identifiable à la cathédrale diocésaine originale dédiée à saint Antonin de Plaisance. La cathédrale est ensuite transférée, probablement au XIVe siècle, à l'endroit actuel ; elle est reconstruite à plusieurs reprises à cause de fréquents tremblements de terre qui dévaste l'Irpinia au cours des siècles. Dans la première moitié du XIIe siècle, saint Guillaume de Verceil fonde l'abbaye de Goleto (it) qui connaît sa plus grande splendeur aux XIIe siècle et XIIIe siècle ; tombé en disgrâce, le pape Léon X l'unit en 1515 à la Real Casa della Santissima Annunziata de Naples.
À partir de 1540, le diocèse est uni aeque principaliter au diocèse de Bisaccia. En 1590, le séminaire diocésain est ouvert, mais il est fermé en 1628. Un siècle plus tard, en 1738, l'évêque Antonio Manerba le rouvre dans certaines salles du palais épiscopal et en 1746, Manerba fait construire un séminaire près de l'évêché. Parmi les évêques de Sant'Angelo dei Lombardi et de Bisaccia, on peut citer Gaspare Paluzzi degli Albertoni (1601-1614), neveu du pape Urbain VII, gouverneur des provinces d'Ombrie et de Rome et nonce apostolique au Portugal (en) où il meurt. Au début du XIXe siècle, le diocèse comprend Sant'Angelo dei Lombardi, Lioni, Guardia Lombardi et Torella dei Lombardi. Le 27 juin 1818, le diocèse de Monteverde (it) est supprimé par la bulle De utiliori du pape Pie VII et son territoire, qui comprend les municipalités de Monteverde et de Carbonara, est intégré à celui du diocèse de Sant'Angelo dei Lombardi, qui absorbe également le territoire de l'abbaye de Goleto.

### Archidiocèse de Conza
On ignore les origines du diocèse de Conza. Le diocèse est documenté pour la première fois au VIIIe siècle, lorsque l'évêque Ladu prend part au synode organisé par le pape Zacharie à Rome en 743. L'époque où Conza est élevé au rang de siège métropolitain est également inconnue. Dans la bulle du pape Jean XV du 12 juillet 989, Conza figure parmi les suffragants de l'archidiocèse de Salerne ; la même indication est répétée dans les bulles des pontifes successifs, Serge IV (1012), Benoît VIII (1016) et Clément II (1047). Dans le décret synodal publié le 2 mai 1050 à l'occasion de la canonisation de saint Gérard de Toul, Pierre de Conza signe pour la première fois en qualité d'archevêque. Cependant, il est probable qu'il y ait eu quelques protestations des archevêques de Salerne car dans les bulles successives de 1051, 1058 et 1059, Conza figure toujours parmi les suffragants de Salerne et Pierre comme simple évêque. Les papes Alexandre II et Grégoire VII (environ 1080/1085) confirment la soumission de Conza à Salerne. En 1098, Urbain II, tout en réaffirmant la suprématie des archevêques de Salerne sur les évêques de Conza et d'Acerenza, reconnaissait l'élévation à la dignité archiépiscopale de ces derniers. À la fin du XIIe siècle, les diocèses suffragants de Conza sont documentés : Sant'Angelo dei Lombardi, Bisaccia, Muro Lucano, Satriano (it), Monteverde (it), Lacedonia.
Parmi les premiers évêques de Conza, après Ladu, il y a Pierre Ier, qui apparaît dans un décret de 967 mais considéré comme faux ; un évêque anonyme décède lors du tremblement de terre qui détruit Conza en 990 ; Pierre II, documenté à diverses reprises entre 1050 et 1059, est le premier à être archevêque ; Leo, mentionné dans l'histoire de la translation des reliques de saint Nicolas de Myre, écrite par Jean le diacre ; Gregorio, qui en 1103 donne à ses chanoines l'église de San Martino de Silere ; Roberto, documenté de 1121/1124 à 1129 ; et saint Herbert Hoscam (it) (1181). La cathédrale de Conza est consacrée en 1122 ou 1123 par l'archevêque Roberto et dédiée à l'Assomption.
La cité épiscopale fait l’objet de destructions périodiques par de violents tremblements de terre (1456, 1466, 1561, 1694, 1702, 1732), qui provoquent le dépeuplement et l’abandon progressif de la ville. À partir du XIVe ou du XVe siècle, les archevêques quittent Conza et s'installent dans divers villes de l'archidiocèse, notamment Calitri et Santomenna, jusqu'à ce qu'ils s'installent finalement à Sant'Andrea di Conza, où un nouvel évêché est érigé avec l'église locale de San Michele comme pro-cathédrale. Pendant l'épiscopat de Francesco Paolo Nicolai (1716-1731), le séminaire archiépiscopal est établi à Sant'Andrea di Conza.
Le 27 juin 1818, en vertu de la bulle De utiliori du pape Pie VII, les archevêques de Conza se voient confier l'administration perpétuelle du diocèse de Campagna, auquel était rattaché le territoire du diocèse supprimé de Satriano. Avec la même bulle, la province ecclésiastique de Conza comprend désormais les diocèses de Campagna, Lacedonia et Muro Lucano, ainsi que les sièges réunis de Sant'Angelo dei Lombardi et de Bisaccia. Au début du XIXe siècle, l'archidiocèse est composé de 24 villes.

### Archidiocèse de Sant'Angelo dei Lombardi-Conza-Nusco-Bisaccia
Le 30 septembre 1921, par la bulle Ad christifidelium du pape Benoît XV, le régime de l'administration perpétuelle prend fin et le diocèse de Campagna est rétabli et immédiatement soumis au Saint-Siège. L'archidiocèse de Conza est uni aeque principaliter au diocèse de Sant'Angelo dei Lombardi et de Bisaccia. Il perd également 13 municipalités cédées au diocèse de Campagna. Giulio Tommasi, ancien évêque de Sant'Angelo dei Lombardi et Bisaccia, est nommé également archevêque de Conza, mais continue à maintenir sa résidence à Sant'Angelo dei Lombardi, tout comme ses successeurs.
Le 4 août 1973, Gastone Mojaisky Perrelli, ancien évêque de Nusco, est également nommé archevêque de Conza et évêque de Sant'Angelo dei Lombardi et de Bisaccia, réunissant ainsi les sièges in persona episcopi. Le 8 septembre 1976, l'archidiocèse de Conza cède la municipalité de Pescopagano au diocèse de Melfi. Le 30 avril 1979, il perd également sa dignité métropolitaine mais maintient le titre archiépiscopal par la bulle Quamquam Ecclesia du pape Jean-Paul II. Le diocèse de Nusco et l'archidiocèse de Conza, avec les anciens suffragants de Sant'Angelo dei Lombardi, Bisaccia et Lacedonia, deviennent une partie de la province ecclésiastique de l'archidiocèse de Bénévent.
Le 30 septembre 1986, par le décret Instantibus votis de la congrégation pour les évêques, l'archidiocèse de Conza et les diocèses de Sant'Angelo dei Lombardi, Bisaccia et Nusco sont pleinement unis et le nouvel ensemble ecclésiastique prend le nom de l'archidiocèse de Sant'Angelo dei Lombardi-Conza-Nusco-Bisaccia. Le 18 octobre 1995, l'archidiocèse s'agrandit en intégrant la ville de Rocca San Felice qui appartenait au diocèse d'Avellino. Le 25 janvier 1998, le diocèse incorpore les municipalités de Frigento, Sturno, Gesualdo et Villamaina qui appartenait au diocèse d'Avellino, et cède au diocèse d'Ariano Irpino-Lacedonia la municipalité de Vallata.

## Sources
- (en) Catholic-Hierarchy

- (it) Cet article est partiellement ou en totalité issu de l’article de Wikipédia en italien intitulé « Arcidiocesi di Sant'Angelo dei Lombardi-Conza-Nusco-Bisaccia » (voir la liste des auteurs).

### Articles liés
- Liste des diocèses et archidiocèses d'Italie
- Église catholique en Italie